# Paramerina vaillanti
Paramerina vaillanti är en tvåvingeart som beskrevs av Ernst Josef Fittkau 1962. Paramerina vaillanti ingår i släktet Paramerina och familjen fjädermyggor. Inga underarter finns listade i Catalogue of Life.